# 宮川大輔 (タレント)
宮川 大輔（みやがわ だいすけ、1972年〈昭和47年〉9月16日 - ）は、日本のお笑いタレント、俳優。吉本興業所属。
滋賀県大津市比叡平出身。既婚。事務所の先輩である宮川大助（宮川大助・花子）とは同音異字。

## 来歴
京都市にあるバプテスト病院にて生まれる。家族は、両親と、姉が1人。小学校2年から高校3年まで滋賀県大津市比叡平育ち。大津市立比叡平小学校、大津市立皇子山中学校(バレーボール部)、京都西高等学校（現：京都外大西高等学校）卒業。
高校3年生の時に、父親の同級生である桑原征平（当時：関西テレビアナウンサー）の紹介で、同期生から2か月遅れながらもNSC大阪校（吉本興業直営のタレント養成所）へ入学した。当時は役者志望で「そういうコースもある」と聞いての入学だったが、いざ入学すると生徒は全員芸人志望だったため結局お笑いをやる事となった。
1991年3月、同期の星田英利とコンビ『チュパチャップス』を結成。
同年より、同期のナインティナイン（宮川が入った時にはナイナイの2人は学費未納で中退していた）等と共に、お笑いユニット『吉本印天然素材』に参加する。なお、宮川は当時メンバーの中で最年少であった。
1997年、25歳の時に結婚。妻の本名等は明らかにしていないが、『マーコ』というあだ名で本人や芸人仲間の話すエピソードに登場している。当時金銭的に挙げられなかった結婚式を、結婚13年目にハワイで挙げている。
1999年、天然素材からナインティナインと雨上がり決死隊が抜けたため天然素材が解散。チュパチャップスとしての仕事もなくなり、星田とのコンビ仲は著しく悪化した。宮川は星田へ解散を申し込み、星田からの了承を得てコンビを解散させた。コンビ解消後は本来の志望に沿って活動の中心を舞台公演に移した。
2000年、宮本亜門演出の舞台『BOYS TIME』のオーディションに1万人の中から合格し役者デビューとなった。2001年にルミネtheよしもとがオープンすると、会社からのオファーで吉本新喜劇に出演するようになり芸人の仕事に復帰する。
『人志松本のすべらない話』シリーズ（フジテレビ）は2004年の初回放送から毎回出演している。後にスピンオフ企画として『大輔宮川のすべらない話』がCSフジテレビ721で放送された。
2007年より、『世界の果てまでイッテQ!』（日本テレビ）にて宮川が「お祭り男」として世界各地のお祭りに参加する企画「世界で一番盛り上がるのは何祭り?」が全国的な人気を博し、老若男女問わず幅広い層の人気を獲得した。2015年には人気のある祭りを選び、宮川のインタビュー等を収録した本が発売された。
2010年12月2日に第1子男児が誕生。名前は「健太」であることを明らかにしている。

## 人物
- 神田明神にある四角い鉄製の「弘化四年銘の鉄製天水桶」は、母方の先祖の鋳物職人・永瀬源七らが鋳造し奉納した物で、千代田区指定有形民俗文化財になっている[7]。永瀬源七は大輔から5代前の先祖である。
- 父方の祖父の芳太郎は、出身地の石川県金沢市から丁稚奉公で京都へ出た後に、京都市の中心部・烏丸通沿いで小物店を経営。59歳の時に脳卒中で倒れてからは、実父の雅次が経営を引き継いだ。実母は芳太郎が経営していた時期の従業員[8]で、画家の久保和子は伯母に当たる。
  - 前述の小物店は雅次が経営していた1973年に、従業員の焚き火が原因で全焼。この出来事を機に雅次は喫茶店も営みながら、小物店の再起を期した。しかし小物店・喫茶店とも経営に行き詰まったことから、1970年代の後半に廃業。廃業後はMKタクシーの運転手を経て、2016年3月まで京都市内で個人タクシー（宮川タクシー）の運転手として働いていた[8]。その一方で高校時代の同級生だった桑原がパーソナリティを務める朝日放送ラジオの冠番組（『桑原征平粋も甘いも』『征平・吉弥の土曜も全開!!』）に、「宮川タロー」（高校時代に桑原が付けたニックネーム）という名義で随時登場している。また、桑原の孫の3兄弟YouTuber「K65TV」の動画にも息子の大輔と共に出演している。
  - 雅次が「宮川タクシー」を立ち上げた後に、大輔が『人志松本のすべらない話』で雅次に関する「すべらない話」を披露したことから、『笑神様は突然に…』（日本テレビ）[9]などの番組で雅次・大輔による「親子共演」が相次いで実現。共演番組の1つである『人志松本のすべらない話10周年特別企画　大輔宮川のすべらない話を掘り起こす旅』は、フジテレビや一部系列局での放送を経て2014年にDVD化へ至った[10]。
  - 大輔自身は桑原征平の長男・桑原達秋（福井テレビ総務部員で元・同局アナウンサー）と幼少期から親交が深く、互いに成人した現在でも「（達秋の）たつ」「大ちゃん」と呼び合っている。『日本全国福むすび』（達秋が「福むすび隊長」として出演中のロケ番組）の放送開始5周年を記念した越前海岸ロケ（2021年4月3日・10日に福井ローカルで放送[注 2]）では、大輔との番組初共演が実現したほか、征平と雅次がロケ先にサプライズで登場した。
- 自身の母方の親戚関係については、母の両親（自身の祖父母）が幼少期に離婚したこともありルーツが判らなかったが、2019年8月13日放送のスペシャル番組『はじめまして!一番遠い親戚さん』（日本テレビ）での調査により、山国隊の藤野斎が5親等の先祖（母の高祖父）であることが判明。藤野斎の子である日本映画の父と言われるマキノ省三（宮川にとっては高祖叔父または高祖伯父にあたる）の一族（マキノ家）とも血縁関係があることが判明した[11]。
- 元相方の星田に対しては2016年のテレビ番組で「いつか何かやってみたいと思うのはほっしゃんしかいない」と心境を語っており[2]、同年に星田が「芸人としての衰え」を理由に引退を表明した時も、即座に電話で「辞めてしまうのは寂しい」と訴えて星田に引退を撤回させている[12]。
- 困ると妻のあだ名(まあこ)を呼ぶことがあり、松本人志曰く、沖縄で自動販売機でジュースを買おうとした際にその場に妻がいないにも関わらず「どうする？まあこ？まあこ？どうする？」と選んでいた。結婚は早かったが、なかなか子宝に恵まれず、やっと帝王切開で出産。術後、宮川の父が喜んで病室に行き「まあこ、ありがとうなぁ」と感謝の言葉を伝えたがたまたま父が髪を切りたてで、妻はそれが何故かツボにハマり「痛い痛い痛い！お義父さん髪切ってるやん！」と爆笑。時間を置いて落ち着いた妻に再び会わせたがやはりツボにハマってしまい、父が「今日は無理やな。また今度来るわ」と帰って行ったエピソードがある。

## 出演

### テレビバラエティ

#### レギュラー番組
現在の出演番組
- 世界の果てまでイッテQ!（2007年3月 - 、日本テレビ）
- 満天☆青空レストラン（2009年4月4日 - 、日本テレビ） - MC
- 博士は今日も嫉妬する（2021年4月4日 - 、日本テレビ） - 博士
- 街ぶらバラエティ 宮川大輔のそれ知りたいヤツや〜ん!（2024年7月19日 - 、びわ湖放送）[13]

過去の出演番組
- 本番で〜す!（テレビ東京）
- いきなり!黄金伝説。（テレビ朝日）- 準レギュラー
- MusiG（読売テレビ）
- Perfumeの気になる子ちゃん（2008年10月 - 2009年3月、日本テレビ）
- 悪魔の契約にサイン（2008年10月 - 2009年2月、TBSテレビ）
- オニ発注（2008年4月 - 9月、テレビ東京）※キー局初司会番組
- Channel-a（テレビ神奈川）
- JAPANロッケフェスティバル（2010年10月 - 12月、フジテレビ）
- 不可思議探偵団（2010年4月 - 2011年9月、日本テレビ）
- 人志松本の○○な話（2010年5月 - 2012年3月、フジテレビ）
- 炎の体育会TV（2011年10月 - 2023年3月、TBSテレビ）
- みんなのアメカン（日本テレビ）- アメカンファミリー
- アイアンシェフ（2012年10月 - 2013年3月、フジテレビ）
- 笑神様は突然に…（2013年3月 - 2015年9月、日本テレビ）
- 噂の現場直行ドキュメン ガンミ!!（2013年9月 - 2015年3月、TBSテレビ）
- 中居大輔と本田翼と夜な夜なラブ子さん（TBSテレビ、2020年7月2日 - 2022年3月24日） 中居正広、本田翼と共にMC
- まるごと（2020年4月2日 - 2022年3月24日、静岡第一テレビ） - 木曜コーナーレギュラー（「宮川クラブ」）
- 越境放送バリ（2021年10月2日 - 12月24日、読売テレビ）
- おせっかいでスンマセ〜ン!宮川大輔の街道てくてく（2023年3月31日 - 12月22日、びわ湖放送）

#### 特別番組
※MCもしくはメインキャスト
- 人志松本のすべらない話（フジテレビ）
  - 大輔宮川のすべらない話（2007年9月22日、フジテレビ721）
  - 大輔宮川のすべらない話2（2009年2月1日、フジテレビ721）
  - ジュニア千原と大輔宮川のすべらない話（2009年9月29日、フジテレビ）
  - 大輔宮川と準一河本のすべらない話（2012年6月16日、フジテレビ）
  - 大輔宮川と千豊小籔のすべらない話（2012年12月21日、フジテレビ）
  - ジュニア千原と大輔宮川のすべらない話 THEオーディション（2019年7月20日・2020年1月11日、フジテレビ）
- 宮川大輔&フットボールアワー後藤のちゅらかーぎーを探せin沖縄国際映画祭（2011年4月2日、フジテレビ）
- 24時間テレビ34（2011年8月20日・21日、日本テレビ） 番組パーソナリティー
  - 24時間テレビ35（2012年8月25日・26日、日本テレビ） 番組パーソナリティー
- 淳・大輔・ブラマヨのみんなの声（2012年4月13日、フジテレビ）- MC
- 爽快!どん底さん これを見れば10万円得する節約術26連発!!（2013年9月14日、フジテレビ）- MC
- カスペ!（フジテレビ）
  - 爽快!どん底ファミリー〜（ビ）節約術でお得&幸せ生活〜（2014年6月24日）- MC
  - 摩訶不思議な謎解き推理ショー マカフシ（2014年12月23日）- MC
- ナイナイ矢部&宮川大輔のよ〜わからんトコにふらっと…（2016年2月13日、関西テレビ）
  - 矢部&大輔のフラっとしょうやin宮古島〜今さらやりたい10のコトSP〜（2016年6月21日、関西テレビ）
  - 矢部&大輔のおまかせタクシー裏ガイド旅in函館（2018年5月27日、関西テレビ）
  - 矢部&大輔の話ぐらい聞くでぇin博多〜ブラっとお悩み相談旅〜（2019年3月24日、関西テレビ）
- 宮川大輔が出逢った…17歳の北海道農村体験 誰かのために生きる、ということ。（2016年8月27日、北海道放送） - ナビゲーター[14]
- 宮川大輔の福岡ぶらり王道×レア連中（2016年12月27日、テレビ西日本）
- 宮川大輔 瀬戸内でマジなやつやん!（2018年1月2日、テレビ新広島）
  - 宮川大輔 沖縄でマジなやつやん!（2019年1月2日、テレビ新広島）
  - 宮川大輔 広島でマジなやつやん!（2020年1月3日、テレビ新広島）
  - 宮川大輔 無人島でマジなやつやん!（2021年1月3日、テレビ新広島）
  - 宮川大輔 宮島でマジなやつやん!（2022年1月3日、テレビ新広島）
  - 宮川大輔 瀬戸の無人島でマジなやつやん!（2023年1月3日、テレビ新広島）
- 立入禁止の向こう側!ココから先は人間NG（2018年6月13日・2019年1月30日、TBS）- MC
- ロケ芸人最強決定戦 外王（2018年8月15日・2019年3月17日、フジテレビ）- 千鳥と共にMC
- 宮川大輔と千鳥がご案内!極上☆信州ナビ旅（2018年9月14日、テレビ信州）
- ようこそ!外国人クルーTheロケ地Japan（2018年11月10日、関西テレビ）- MC
- もっと褒められた大賞2019 ホメの助ホメ太郎（2018年12月31日、テレビ東京）- MC
- 宮川大輔 日本の大物すべて釣り上げます!（2019年1月19日、BS日テレ）
- FNSソフト工場「お笑いインバウンド」（2019年6月11日、テレビ西日本）- MC
- 有名人特製ナビで行く!宮川千鳥の極上夏休み（2019年7月13日、テレビ信州）
  - 有名人特製ナビで行く!宮川千鳥の極上冬休み（2021年2月27日、テレビ信州）
- そして2度目の告白を（2019年9月21日、日本テレビ）- MC
- ストリート開拓（2019年10月19日、テレビ朝日）- MC
- ロックン★ローカル（2019年12月23日・2020年8月21日、NHK総合）- MC
- 蛍原×大輔×フジモン ほとバス（2019年12月27日、関西テレビ）
  - 蛍原×宮川大輔×フジモンほとバス〜大自然を満喫!!富士五湖あたりでニコルんルン♪ツアー〜（2020年9月27日、関西テレビ）
- ヤバイ話をマンガにしてみた（2020年3月9日、日本テレビ）- MC
- ご主人が笑った!泣いた! どうぶつ投稿ランド（2020年8月21日、TBS）- かまいたちと共にMC
- ガンバレ!引っ越し人生（2020年12月16日・2021年3月26日・2022年5月4日、NHK総合）- MC
- データがない!（2020年12月27日・2021年6月22日、関西テレビ）- MC
- もぎたてテレビゴールデン特別番組 宮川大輔が食べまくる愛媛の魚うまいやつやん!（2022年4月8日、南海放送）
- 俺のワタシの極み飯!（2022年5月26日・6月2日、TBSテレビ）
- びわ湖放送開局50周年記念特番 感謝と前進【第1部】（2022年10月1日、びわ湖放送）
- 生中継2024 びわ湖大花火大会〜いにしへより変はらぬ近江の四季〜（2024年8月8日、びわ湖放送 / KBS京都 / BS11）- MC
  - 生中継2025 びわ湖大花火大会 いこうぜ♪滋賀・びわ湖〜輝く湖上大花火〜（2025年8月8日、びわ湖放送 / KBS京都 / BS11）- MC

### CS
- ヨシモト∞（CSヨシモトファンダンゴTV）

### ウェブテレビ
- HITOSHI MATSUMOTO presents ドキュメンタル（2016年、2017年、Amazonプライム・ビデオ）- シーズン1、シーズン2出演
- HITOSHI MATSUMOTO presents ドキュメンタル Documentary of Documental（2017年、Amazonプライム・ビデオ）- シーズン1出演

### テレビドラマ
- ワタナベ（1993年4月 - 6月、関西テレビ） - 宇童 役
- 救命病棟24時スペシャル2002（2002年1月1日、フジテレビ） - 記者 役
- 人にやさしく第5話（2002年、フジテレビ）
- 金曜エンタテイメント「女マネージャー金子かおる 哀しみの事件簿1」（2002年2月8日、フジテレビ）
- 青に恋して! 〜サッカー通と4人の美女の物語〜第3話（2002年5月、フジテレビ）
- 月曜ミステリー劇場「湯の町コンサルタント3」（2004年8月23日、TBSテレビ）
- 土曜ワイド劇場「炎の警備隊長・五十嵐杜夫3」（2005年7月16日、朝日放送）
- 翼の折れた天使たち第三夜「アクトレス」（2006年2月、フジテレビ）
- みこん六姉妹（2006年10月 - 11月、中部日本放送） - 森本 役
- シバトラ〜童顔刑事・柴田竹虎〜（2008年7月 - 9月、フジテレビ） - 新庄徹 役
  - シバトラ〜童顔刑事!史上最大の危機スペシャル〜（2009年5月9日、フジテレビ）
  - シバトラ〜さらば、童顔刑事スペシャル〜（2010年5月22日、フジテレビ）
- チーム・バチスタの栄光（2008年10月 - 12月、関西テレビ） - 鳴海涼 役
- 銭ゲバ（2009年1月 - 3月、日本テレビ） - 荻野聡 役
- 宮部みゆき・4週連続　“極上”ミステリー 第二夜「スナーク狩り」（2012年5月14日、TBSテレビ） - 神谷尚之 役
- 黒い十人の黒木瞳。 「黒いカチラー」「黒いアカスリ女」（2012年9月9日、NHK BSプレミアム）
- お助け屋☆陣八（2013年1月 - 3月、読売テレビ） - 主演・五代目俥屋陣八（緒方健二） 役
- 金曜ロードSHOW!特別ドラマ企画「最高のおもてなし」（2014年2月28日、日本テレビ）
- 赤めだか（2015年12月28日、TBSテレビ） - 立川関西 役[15]
- 崖っぷちホテル!（2018年4月 - 6月、日本テレビ） - 阿部長吉 役

### 映画
- 岸和田少年愚連隊 BOYS BE AMBITIOUS（1996年、松竹） - アキラ 役
- さすらいのトラブルバスター（1996年、松竹）
- 集い（1999年、映画美学校） - 平田 役
- パッチギ! LOVE&PEACE（2007年、シネカノン）
- 大日本人（2007年、松竹） - スーパージャスティス 役
- 水たまり（2007年、吉本興業）
- いいオンナには運がある（2007年、吉本興業）
- ガチ☆ボーイ（2008年、東宝） - 君島良伸（チョチョチョッピ君島） 役
- CASINO（2008年、メディア・ワークス）
- 隠し砦の三悪人 THE LAST PRINCESS（2008年、東宝） - 新八 役
- 桜と印籠（2008年、吉本興業）
- 賽ノ目坂（2008年、吉本興業） - 五郎左衛門 役
- CASINO 2（2008年、メディア・ワークス）
- カフーを待ちわびて（2009年、エイベックス） - 比嘉辰夫 役
- ドロップ（2009年、角川映画） - 小野 役
- さらば愛しの大統領（2010年、アスミック・エース） - 早川壮介 役・ケンドーコバヤシとW主演
- ゴースト もういちど抱きしめたい（2010年、パラマウントピクチャーズジャパン / 松竹）
- 漫才ギャング（2011年、角川映画） - 金井 役
- オー!ファーザー（2014年、ワーナー・ブラザース映画） - 勲 役
- Zアイランド（2015年、KADOKAWA / 吉本興業） - 吉田あきら 役
- イイネ!イイネ!イイネ!（2017年、KATSU-do） - 飯島 役
- ワレワレハワラワレタイ ウケたら、うれしい。それだけや。（2017年、吉本興業） ※ドキュメンタリー
- 泥棒役者（2017年、ショウゲート） - 畠山則男 役
- サクらんぼの恋（2018年、KATSU-do） - 山川則夫 役・主演
- ザ・ファブル（2019年、松竹） - ジャッカル富岡 役
  - ザ・ファブル 殺さない殺し屋（2021年)
- ヤウンペを探せ!（2019年、吉本興業） - ジュンペイ 役
- グッバイ・クルエル・ワールド（2022年9月9日、ハピネットファントム・スタジオ） - 武藤 役[16][17]
- アナログ（2023年10月6日、東宝 / アスミック・エース） - 高橋俊和 役[18]

### 舞台
- 吉本新喜劇（ルミネtheよしもと）（2001年 - ）
- BOYS TIME ボーイズ・タイム〜つよく正しくたくましく!!（1999年 - 2000年、2001年再演、演出：宮本亜門）
- THE WINDS OF GOD（2000年、演出：今井雅之） - 袋金太 / 福本貴士少尉 役
- 贋作・桜の森の満開の下（2001年、演出：野田秀樹）
- "MAKOTO"〜ゆく年くる年 Hello,X'mas〜（2002年）
- 0.5ミリの遠距離恋愛（2003年）
- GOOD（2004年、主演：西村雅彦）
- お〜い!竜馬 - 青春篇 - （2005年、2006年）
- だめんず・うぉ〜か〜（2006年、演出：鈴木おさむ）
- す☆け☆だ☆ち（2007年、主演：筧利夫、松浦亜弥）
- 朗読劇 LOVE LETTERS（2008年）
- NGワードライフ（2011年、2012年再演）
- 芸人交換日記〜イエローハーツの物語〜（2013年）

### 劇場アニメ
- 名探偵コナン から紅の恋歌（2017年、東宝） - 関根康史 役

### ゲーム
- 龍が如く3（2009年、セガ） - 新垣幹夫 役

### 吹き替え
- ミュータント・ニンジャ・タートルズ:影＜シャドウズ＞（2016年） - ロックステディ 役（ステファン・ファレリー）
- アントマン&ワスプ（2018年） - ジミー・ウー 役（ランドール・パーク）[19]
- ワイルド・スピード/スーパーコンボ（2019年） - 空港職員 役[20]

### インターネット配信ドラマ
- ザッサー（2006年、第2日本テレビ）
- Zアイランド〜関東極道炎上篇〜（2015年、dTV） - 吉田あきら 役

### DVD用作品
- EP FILMS DVD 39th EP FILM「迷える若頭」（2010年、よしもとアール・アンド・シー）

### 書籍
- ねむたくなるえほん（2012年、アイフリーク） 作、絵、朗読を担当。絵本アプリ「こえほん」内配信
- 世界の果てまでイッテQ! 宮川大輔のワッショイお祭り紀行（イッテQ!祭りチーム編、2015年、幻冬舎）

### ラジオ
- ゴチャ・まぜっ!月曜日（MBSラジオ、2007年10月 - 2008年3月）
- またまたゴチャ・まぜっ!（MBSラジオ、2009年4月 - 2010年10月）
  - ゴチャ・まぜっ!木曜日（MBSラジオ、2008年4月 - 2009年3月）
- 三四郎のオールナイトニッポン（ニッポン放送、2022年1月28日）- ゲスト

### CM
- リクルート
  - タウンワーク（2007年3月 - ）新垣結衣と共演
    - ショップ篇
    - 袖長篇
    - オーバーオール篇（30秒バージョンのみ）

  - カーセンサー（2018年1月）川栄李奈と共演[21]
- CHINTAI（2007年8月 - ）小林麻央と共演
  - レッサーくん篇
  - 西郷さん篇
- 味の素「クノール・カップスープ」（2010年 - ）三浦春馬、北川景子と共演
  - 結果篇
  - なまパン篇
  - 総集篇
- 花王
  - バスマジックリン防カビプラス（2011年 - ）
- ビジョンメガネ（2011年 - ）
- サッポロビール
  - 「プレミアムアルコールフリー」（2012年1月 - ）田中麗奈と共演
  - 「プレミアムアルコールフリーブラック」（2012年5月 - ）田中麗奈と共演
  - 「ナナマル」（2024年5月 - ）堀田真由と共演[22]
- JR九州 九州新幹線「笑う。熊本・鹿児島」（2012年3月 - ）
  - 笑う。鹿児島篇 堤下敦（インパルス）と共演
- サイバーエージェント
  - アメーバピグ（2012年6月）
- 吉野家（2013年4月 - ）
  - 吉野家の牛丼「登場」篇
  - 吉野家の牛丼「宮川大輔の流儀」篇
  - 吉野家の牛すき鍋膳「新登場」篇
  - 吉野家の牛丼「ジュクセイ」篇 坂田利夫と共演
- 小林製薬
  - 「ブルーレットスタンピー」（2015年5月 - ）
    - 「防汚力」篇

  - 「ラナケインS」（2015年6月 - ）
    - 「宮川さんのカイカイ＜夏＞」篇
- 政府広報
  - 「社会保障・税番号制度 マイナンバー」（2015年 - ）上戸彩と共演
    - 「アカン!ホカン!」篇
    - 「持ってるほうが、エエ!」篇
- ヤフー
  - 「Yahoo!ショッピング」（2015年11月 - ）
- よみうりランド
  - グッジョバ! （2016年）[23]
- ソフトバンクグループ
  - PayPay（2018年11月 - ）
- ドミノ・ピザ
  - 産直ドミノ（2022年4月 - ）

### WEB限定CM
- CHINTAI（2007年8月 - ）
  - レッサーくん篇
    - 初めてのお部屋拝見篇
    - 最新設備にドキドキ!篇

### その他
- 花王「大そうじをバラ色に！」（店頭POP。2012年12月。阿部サダヲ、指原莉乃＋？、バスマジックリンエッセンシャルローズ）
- 花王「さぁ、ワクワク楽しい大そうじ！」（店頭POP。2012年12月。阿部サダヲ、指原莉乃、優香、バスマジックリン）